# Fuscidea praeruptorum
Fuscidea praeruptorum är en lavart som först beskrevs av Du Rietz & Hugo Magnusson., och fick sitt nu gällande namn av V. Wirth & Vezda. Fuscidea praeruptorum ingår i släktet Fuscidea och familjen Fuscideaceae.  Arten är reproducerande i Sverige. Inga underarter finns listade i Catalogue of Life.